# The Little Mermaid II: Return to the Sea
The Little Mermaid II: Return to the Sea (bra: A Pequena Sereia II: O Retorno para o Mar; prt: A Pequena Sereia II: Regresso ao Mar) é um filme de animação, produzido pela Disney em 2000. É a continuação do clássico A Pequena Sereia, de 1989. Em termos cronológicos de continuidade é o último da saga de A Pequena Sereia, como O Segredo da Pequena Sereia é uma prequel.
No filme, Melody, a pequena filha de Ariel, é criada fora do mar para ser protegida de Morgana, a irmã de Úrsula. Melody quer conhecer o mar e então é levada até Morgana que a transforma em uma sereia de verdade.

## Sinopse
A história começa muito tempo depois de Ariel foi transformada em vontade humana de seu pai, o Rei Tritão com o desejo de fazê-la feliz. Agora, Ariel, casou com o príncipe Eric, teve uma filha, Melody. Durante a celebração em que Ariel e sua filha de volta para o mar, é Morgana, a malvada irmã de Ursula, que pega a menina e chantageia o rei do mar com a morte se ela não lhe der o tridente, mas perde com seu descuido a oportunidade. Depois de não conseguir o tridente de Tritão promete vingança, deixando todos alertas. Isso faz com que a Ariel, por medo do que possa acontecer à sua filha, decide criar uma grande parede do palácio para que Melody não entre no mar.
12 anos depois e Melody, sempre vigiada pelo caranguejo Sebastião, a cada dia vai para a parede e chega ao mar, que ela tanto ama. Durante um mergulho, ela encontra um colar com seu nome que seu avô lhe deu quando pequena. Após uma festa de aniversário desastrosa, ela abre o colar e vê Atlântica e o povo do mar. Melody começa a questionar o motivo de seu nome estar no colar e desconfia que sua mãe está escondendo algo. Ariel, no entanto, se recusa a dar respostas, fazendo com que a menina fuja de casa. Morgana, que se manteve escondida durante tantos anos no mar do Norte não perde a oportunidade de vingança. Ela atrai Melody para onde está e a transforma em sereia para ganhar sua confiança. No entanto, o feitiço não durará para sempre, a não ser que Melody traga o tridente que Morgana diz ser dela e que foi roubado pelo Rei Tritão. Melody decide trazer para ela, sem saber de suas verdadeiras intenções. Enquanto isso, Ariel pede ao seu pai para transformá-la em sereia novamente para procurar sua filha.
Ao tentar encontrar o caminho para Atlântica, Melody conhece Tip e Dash. Tip é um pinguim e Dash é uma morsa e os dois formam uma dupla de "heróis" desajeitados, mas concordam em levar a menina até Atlântica. Melody chega ao reino de Tritão e consegue roubar o tridente, deixando seu colar para trás. Mesmo assim, começa o caminho de volta para entregá-lo a Morgana. Ariel reencontra Linguado, seu melhor amigo peixe, e eles juntos procuram Melody e descobrem que o tridente tinha sido roubado e desconfiam que Morgana estava usando Melody para ter o poder do tridente. Os dois seguem os comparsas de Morgana e encontram seu esconderijo. Ariel pede para Sabidão para avisar aos outros onde Morgana está e vai atrás de Melody, que está prestes a entregar o tridente à bruxa. Ariel tenta impedir que Melody entregue o tridente, mas a menina fica enfurecida com a mãe por ter escondido seu passado de sereia, entregando o tridente para Morgana. Esta, passa a ter todo o poder do mar e então revela toda a verdade para Melody: Que Ariel só estava protegendo a filha de cair na armadilha de Morgana, que Melody era neta do Rei Tritão e que só ela era capaz de roubar o tridente para ela.
Melody se arrepende de seus atos, mas antes de poder fazer algo, Morgana prende a menina junto com Linguado e diz que o feitiço está quase acabando. Ela sai com Ariel como refém e destrói o barco onde o príncipe Eric estava. Eric pergunta por Melody e Morgana manda seus comparsas puxarem Eric para o fundo do mar. Com a ajuda de Sabidão, Ariel se liberta e resgata Eric. Na prisão onde Melody estava, o feitiço cessa e Melody volta a ser humana e quase se afoga. No entanto, Tip e Dash conseguem quebrar a prisão de gelo e levam a garota para a superfície. Na terra, Morgana começa impor sua superioridade, criando um imenso castelo de gelo e fazendo todos os seres do mar se curvarem diante dela. Melody, que não foi afetada pela magia, escala o castelo e consegue tirar o tridente de Morgana. A menina atira o tridente para seu avô, mas acabada sendo jogada do alto por Morgana, sendo salva por Dash. Tritão pega o tridente e congela Morgana permanentemente, destruindo todo o castelo de gelo.
Quando tudo voltou ao normal, Tritão oferece a Melody a escolha de ser sereia para sempre. Ela recusa, preferindo usar o tridente para destruir o muro entre o palácio e o mar, para que todos possam viver juntos.

## Elenco
- Jodi Benson como Ariel
- Samuel E. Wright como Sebastian/Sebastião
- Tara Strong como  Melody
- Pat Carroll como Morgana
- Buddy Hackett como Scuttle/Ressaca
- Kenneth Mars como King Triton/Rei Tritão
- Max Casella como Tip
- Stephen Furst como Dash
- Rob Paulsen como Eric (Rob Paulsen ficou no lugar de Christopher Daniel Barnes)
- Clancy Brown como Undertow
- Dee Bradley Baker como Clapio e Alfio
- Cam Clarke como Flounder/Linguado
- Rene Auberjonois como Chef Louis
- Kay E. Kuter como Grimsby
- Edie McClurg como Carlotta/Carlota
- Frank Welker como Max